# Omar Moreira
Omar Moreira (Puntas de El Cordobés, Durazno, 16 de octubre de 1932-Colonia Valdense, Colonia, 23 de agosto de 2017) fue un profesor, escritor e historiador uruguayo.

## Biografía
Fue profesor de literatura, egresado del Instituto de Profesores Artigas de Montevideo. Ejerció en Maldonado, Soriano y Colonia hasta su destitución en 1973 por parte del Consejo de Estado instaurado al comienzo de la dictadura cívico-militar;. En 1985, tras el retorno a la democracia, reingresó a la educación secundaria como director del liceo Daniel Armand Ugón de Colonia Valdense, por concurso de oposición y méritos.
Entre 1994 y 1997 fue inspector de institutos y liceos del Consejo de Educación Secundaria.
En 2017 fue declarado «ciudadano ilustre del departamento de Colonia».

## Obras
- Fuego rebelde (1969, reeditado en 2004 y 2015)
- Rosendo y sus manos (1976, Ediciones de la Banda Oriental)
- Rodaja de la espuela (1981, Ediciones de la Banda Oriental)
- Crónicas del Rosario: Molino Quemado (1982)
- Por tierras y tiempos de Santa Ecilda (1983)
- Memorias de la Guerra Grande (1983)
- Colonia del Sacramento (1984), en coautoría con Miguel Ángel Odriozola
- Colonia Suiza, Nueva Helvecia (1985)
- Un liceo en el medio del campo (1988)
- Mercosur y el Uruguay (1991)
- Voces en el viento (1992, Ediciones de la Banda Oriental)
- Un hombre hijo de su obra: Juan Luis Perrou (1993)
- Y nació un pueblo: Nueva Helvecia (1997)
- Un liceo abierto (1997)
- Colonia y Rosario en las gestas del Plata (1998)
- La colonia portuguesa (1999)
- La espera del coronel (2010, De esta Banda)
- Los pata de perro (2014, De esta Banda)
- Molino Quemado (2015, De esta Banda)
- El árbol que arde (2016, De esta Banda)